# Клодт, Бернхард
Бе́рнхард Клодт (нем. Bernhard Klodt; 26 октября 1926 года — 23 мая 1996) — немецкий футболист, чемпион мира 1954 года.

## Карьера

### Клубная
Дебютировал на поле в Третьем рейхе, в 1943 году, в возрасте 16 лет, в матче, в котором «Шальке 04» с разгромным счётом выиграл у «Бохума» — 10:1. За свою клубную карьеру играл в двух командах — «Шальке 04» и полупрофессиональной «Хорст-Эмшер».

### В сборной
Между 1950 и 1959 годами Бернхард выходил на поле 19 раз и забил три гола за сборную Германии. Во время проведения чемпионата мира 1954 года Клодт вышел на поле на «внешнюю» правую позицию форварда, вместо Гельмута Рана. Играл в двух матчах против сборной Турции. Несмотря на достаточно хорошую игру в двух встречах, Зепп Хербергер предпочёл заменить его Раном на предстоящей получинальной игре против национальной сборной Югославии. Решение тренера не вызвало, поначалу, энтузиазма в прессе, но, после того, как Ран забил гол югославам, правильность этого решения в глазах общественности не вызывала особых споров. Основой решения Зеппа была надежда на то, что Ран, с его специфическим стилем игры и способностью к прострелам, был более необходим этой команде, нежели любой другой футболист. В противоположность Рану, Клодт являлся, согласно признанию прессы, гораздо менее индивидуальным игроком, и более предрасположенным к командным действиям.

### Завершение карьеры
В возрасте 36 лет Бернхард Клодт завершил карьеру. В своей последней игре забил единственный гол за «Шальке 04» в игре против сборной Болгарии 18 июня 1963 года, завершившейся со счётом 1:0. Всего Клодт сыграл 330 игр в Оберлиге, в которых всего забил 131 гол.

## Достижения
Сборная ФРГ
- Чемпион мира: 1954

## Личная жизнь
Голкипер Ханс Клодт был его братом.